# Cao Xiu
Pour les articles homonymes, voir Cao.
Dans ce nom, le nom de famille précède le nom personnel.
Cao Xiu (178 - automne 228) est un membre de la famille de Cao Cao. Il participe à la Bataille de Ruxu et plus tard, est promu Commandant de la Garde Royale après avoir écrasé une rébellion, avec l’aide de Xiahou Dun, dans la capitale Xuchang. Il est également actif lors de l’expédition menée par Cao Cao pour relayer Hanzhong contre les forces ennemies de Liu Bei.
Après la mort de Cao Cao, il fait pression, avec Cao Hong, sur l'empereur Xian pour qu’il abdique en faveur de Cao Pi. En l’an 221, il commande une armée partant de Dongkou lors d’une invasion du Royaume de Wu, mais est toutefois défait par Lu Fan. Une fois de plus, en l’an 224, Cao Xiu participe à une invasion des Wu où il commande l’arrière-garde, mais l’invasion est également défaite. Lorsque Cao Pi tombe gravement malade, il est convoqué auprès de lui et reçoit le mandat de veiller sur son héritier, Cao Rui.
Alors que Cao Rui monte au trône, il gagne le titre de Ministre de Guerre et remplace Sima Yi en tant que Commandant des Forces Armées des provinces de Yong et de Liang lorsque ce dernier est soupçonné de se rebeller.
Enfin, alors qu’il est Commandant des Forces Armées de la province de Yang, il reçoit la fausse soumission de Zhou Fang des Wu et, lui faisant totalement confiance, subit une défaite majeure face à l’armée des Wu lors de la bataille de Shiting. Peu de temps après cette défaite, lors de son retour à Luoyang, Cao Xiu, étant frappé par la honte, développe un ulcère au dos et en meurt.